# Cieplice (województwo podkarpackie)

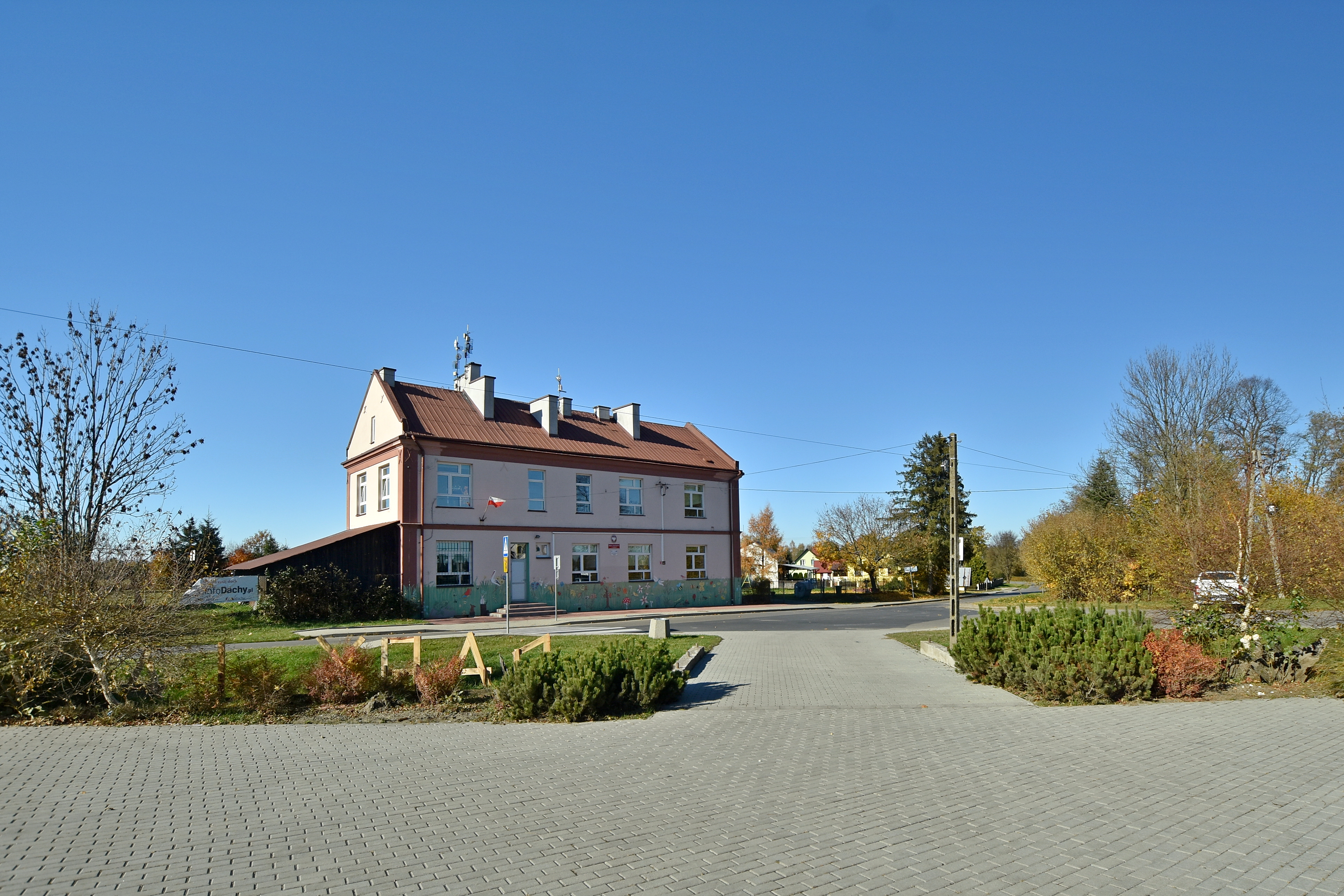
Szkoła podstawowa

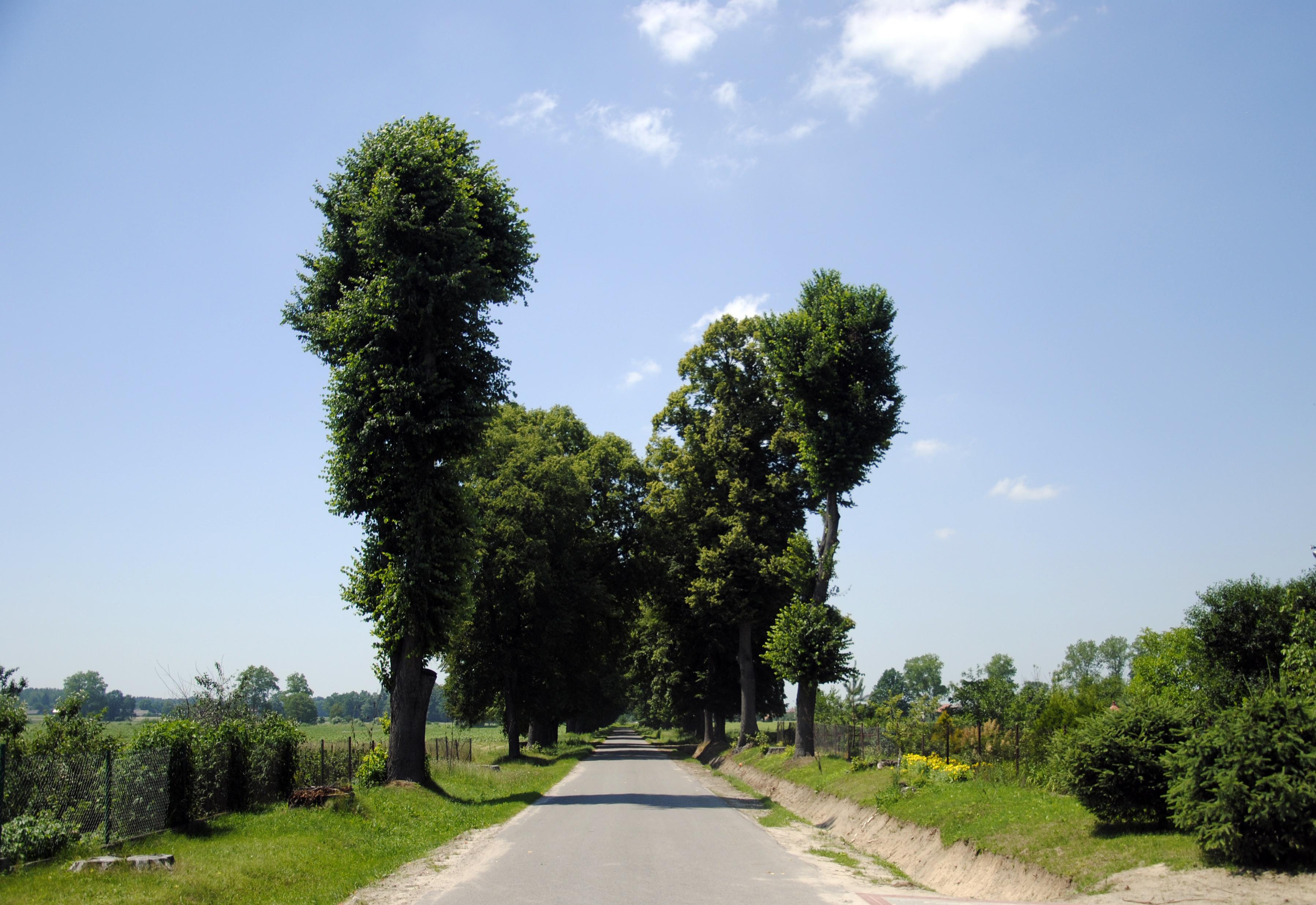
Aleja lipowa w Izabelinie

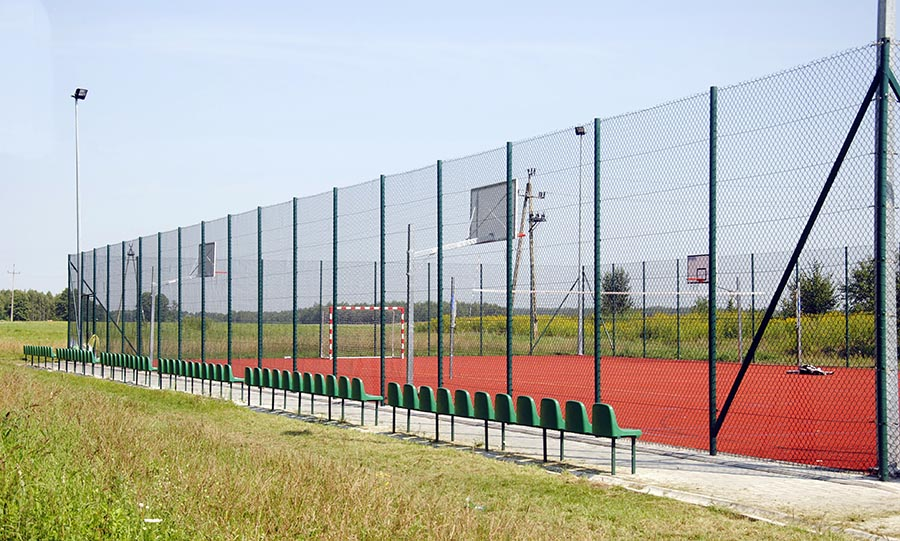
Boisko wielofunkcyjne

Cieplice – wieś w Polsce położona w województwie podkarpackim, w powiecie przeworskim, w gminie Adamówka.
| SIMC    | Nazwa          | Rodzaj     |
| ------- | -------------- | ---------- |
| 0598693 | Biele          | przysiółek |
| 0598635 | Chałupki       | część wsi  |
| 0598641 | Cieplice Dolne | część wsi  |
| 0598658 | Cieplice Górne | część wsi  |
| 0598701 | Izabelin       | osada      |
| 0598664 | Koło Cerkwi    | część wsi  |
| 0598670 | Koniowe        | część wsi  |
| 0598724 | Szegdy         | przysiółek |
| 0598687 | Walaszki       | część wsi  |
| 0598730 | Wołczaste      | przysiółek |

## Historia
Początki Cieplic sięgają XV wieku. Okolicę charakteryzują ciepłe źródełka (które nie zamarzają nawet w zimie), od których pochodzi nazwa wsi. W 1815 roku były zamieszkiwane przez 8500 osób, a w okresie przedwojennym liczba mieszkańców wynosiła 4500 osób, głównie wyznania greckokatolickiego.
W 1628 roku wieś była wzmiankowana w rejestrach poborowych jako Wola Cieplica, która posiadała 8 łanów kmiecych. W 1651 i 1658 roku wieś była wzmiankowana jako Cieplica. W 1674 roku wieś posiadała 58 domów i była wzmiankowana jako Cieplice.
W 1921 roku w Cieplicach było 418 domów. Według W. Kubijowicza w 1939 roku w Cieplicach było 3630 mieszkańców (w tym: 2680 Ukraińców, 320 ukraińskich rzymskich katolików, 530 Polaków i 100 Żydów).
W listopadzie 1942 r. żandarmi niemieccy i Ukraińska Policja Pomocnicza zastrzelili 40 miejscowych Żydów, a pozostałych wywieźli do getta. W latach 1944–1945 nacjonaliści ukraińscy z OUN-UPA zamordowali tutaj 17 Polaków oraz 2 Ukrainki oskarżone o "zdradę Ukrainy".
W 1945 roku wieś była wielokrotnie atakowana przez polskich partyzantów, którzy dokonali licznych mordów i rabunków. W Cieplicach zamordowano ok. 75 Ukraińców, a na miejscowym cmentarzu pochowano ok. 1000 Ukraińców z pobliskich terenów. W 1945 roku na Ukrainę wysiedlono 2091 mieszkańców z 482 domów.
W latach 1853–1975 Cieplice administracyjnie należały do powiatu jarosławskiego.
W latach 1940–1944 pod okupacją niemiecką Cieplice były siedzibą gminy Cieplice.
W latach 1954–1959 wieś należała i była siedzibą władz gromady Cieplice, po jej zniesieniu w gromadzie Adamówka. W latach 1975–1998 miejscowość administracyjnie należała do województwa przemyskiego.

## Kościół
Cerkiew greckokatolicka
W 1655 roku została zbudowana drewniana cerkiew pw. Narodzenia Przenajświętszej Bogurodzicy, z fundacji Elżbiety Sieniawskiej. W 1904 roku zbudowano murowaną cerkiew.
Kościół rzymskokatolicki
Cieplice należały do parafii Wniebowzięcia NMP w Sieniawie. Po opuszczeniu tych terenów przez grekokatolików, cerkiew została przejęta przez kościół rzymskokatolicki. W 1968 roku została erygowana parafia pw. św. Piotra i Pawła, a jej pierwszym proboszczem został ks. Józef Bożętka (zm. 1982).
Parafia przynależy do dekanatu sieniawskiego w archidiecezji przemyskiej.

## Oświata
Początki szkolnictwa w Cieplicach są datowane na 1823 rok. Schematyzm Greckokatolickiej Eparchii Przemyskiej na rok 1830 podaje wzmiankę o istnieniu szkole trywialnej Schola Trivialis.
W 1861 roku w szkole uczył nauczyciel Jakub Gierczak i było 60 uczniów. W 1875 roku szkoła stała się 2-klasowa; szkoły wiejskie były tylko męskie, a dopiero od 1890 roku były mieszane (koedukacyjne). Od 1876 roku szkoła w Cieplicach Górnych posiadała nauczycieli pomocniczych.
20 lipca 1892 roku reskryptem Rady szkolnej krajowej została zorganizowana 1-klasowa szkoła publiczna z językiem wykładowym ruskim w Cieplicach Dolnych. Od 1892 roku szkoły w Cieplicach były 1-klasowe. szkoła w Cieplicach Dolnych też posiadała nauczycieli pomocniczych.
Kierownicy Szkoły w Cieplicach Górnych
1860–1861: Jakub Gierbiak.
1862–1863: Jan Kazio.
1864–1865: Modest Wołoszynowicz.
1867–1868: Jan Petryszak.
1868–1873: Jakub Petryszak.
1873–1874: Posada nieobsadzona.
1874–1885: Józef Geronis
1885–1892: Stanisław Myszkowski.
1892–1908: Ignacy Horoszkiewicz.
1908–1909: Jan Łunyk.
1909–1934: Bolesław Jaroszewski.
Kierownicy Szkoły w Cieplicach Dolnych
1902–1903: Leopold Łańcucki.
1903–1913: Józef Sobolewski.
1913–1914?: Michalina Kubalenka.

## Zabytki
- zespół cerkwi greckokatolickiej – obecnie kościół rzymskokatolicki pw. św. Piotra i Pawła w dekanacie Sieniawa; w skład zespołu wchodzi cerkiew murowana z 1904 roku oraz dzwonnica z pocz. XX wieku.
- dwór parterowy, murowany z XIX wieku.